# Rússia 1
Rússia 1 (rus: Россия-1) és un canal de televisió estatal rus que es començà a emetre el 22 de març de 1951 com a Programa 1 a la Unió Soviètica. Va ser llançat per segon cop el 13 de maig de 1991 i actualment es coneix amb el nom de Rússia 1. És el canal emblemàtic de la Companyia estatal de televisió i radioemissora de tot Rússia (VGTRK). Rússia 1 té el segon públic més gran de la televisió russa. En una setmana qualsevol, un 75% de russos urbans veuen el canal, comparat amb el 83% del canal líder Pervi Kanal. Els dos canals són similars en les seves polítiques i ambdós competeixen directament en l'entreteniment. Rússia 1 té moltes variacions regionals i transmissions en moltes llengües.